# Foxhol
Foxhol – wieś w Holandii, w prowincji Groningen, w gminie Hoogezand-Sappemeer. 